# Melanio di Rennes
Melanio di Rennes, in latino Melanius (La Chapelle-de-Brain, 456 circa – Rennes, 530 circa), è stato un vescovo e santo francese.

## Etimologia
Il nome Melanio pare venire dal greco melas, melanos (nero), ma si avanzano altre ipotesi, cioè che derivi dal bretone mael (principe), o dall'aggettivo bretone melen (giallo).

## Storia

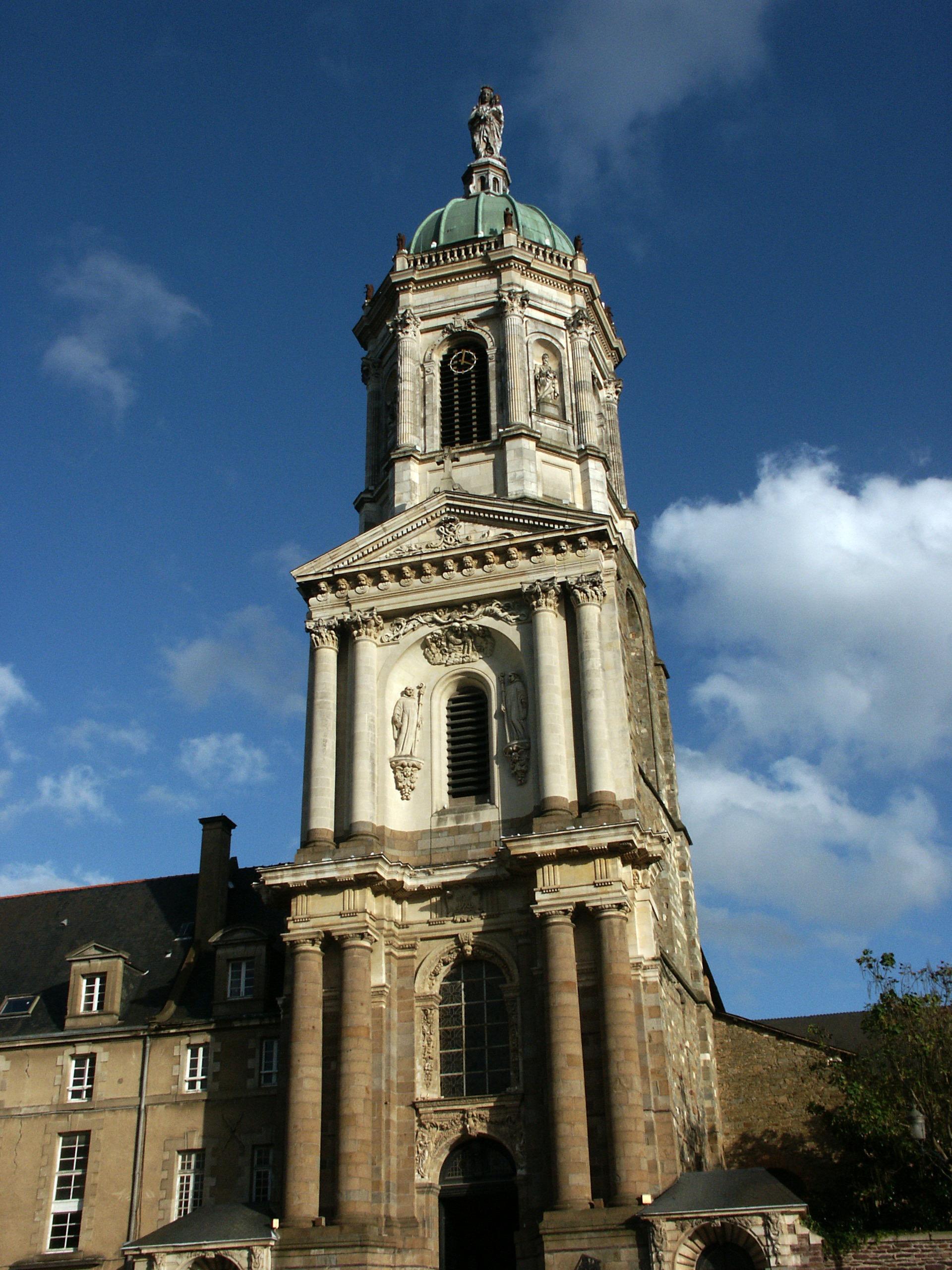
Chiesa di Notre-Dame en Saint-Melaine a Rennes

Nato probabilmente a Platz (o Plets), l'attuale Brain-sur-Vilaine (oggi comune di La Chapelle-de-Brain), vicino a Redon, ove una chiesa è a lui dedicata. Melanio avrebbe avuto un'origine aristocratica, figlio di ricchi proprietari gallo-romani. Molto giovane, egli avrebbe deciso di fare della propria abitazione famigliare un monastero.
Secondo la Vita S. Melanii major, Melanio entrò in relazione con un certo Eusebio, dux o rex della città di Vannes, senza dubbio gallo-romana dal suo nome greco-latino, che egli guarì, così come sua figlia, tanto che per ringraziarlo gli attribuì la parrocchia di Comblessac. Senza essere il fondatore della diocesi di Rennes, egli è considerato come il suo primo grande rappresentante e il suo patrono, quando comparvero i sette santi fondatori della Chiesa bretone. Designato come successore da sant'Amando nel 505, divenne in seguito consigliere di Clodoveo, che lo incoraggiò a costruire nuove chiese. Egli stesso si dedicò alla predicazione. «Estirpate i miserabili errori dei pagani»..
Tra il 511 e il 520, egli scrisse congiuntamente con i vescovi di Tours e di Angers a due monaci bretoni, Catihernus e Louocatus, una lettera di rimostranze sulla celebrazione dei riti che parevano propri dei cristiani celti:
(Citato da A. de la Borderie, Histoire de Bretagne, T. I, p. 370.)
Egli ingiunse loro, sotto pena di scomunica, di porre fine a queste pratiche.
La sua vita è lastricata, come quella della maggior parte dei santi, di eventi straordinari che attestano la portata della sua opera di civilizzatore e politico.
La data del suo decesso è altrettanto vaga come quella della sua nascita, forse il 6 novembre 535 (o 572 o, più probabilmente, 530). La sua salma fu inumata sulla collina del Champ du Repos a Rennes. Fu lì che venne eretta l'abbazia di San Melanio, oggi pro-cattedrale di Notre-Dame-en-Saint-Melaine de Rennes.

## Miracoli
La sua popolarità è dovuta in gran parte ai miracoli che avrebbe prodotto durante la sua vita e dopo la sua morte. In effetti, mentre la sua salma veniva trasportata con un'imbarcazione sulla Vilaine da Plaz a Rennes, egli liberò alcuni ladri rinchiusi in una torre, ove si aprì una breccia al passaggio della barca, mentre i carcerati vedevano le loro catene cadere a terra.
Alcuni autori hanno raccontato la sua vita. Un primo autore anonimo la redasse senza dubbio nell'VII secolo. Questi fu abbondantemente copiato nell'XI secolo da Gervais de Château-du-Loir, vescovo di Le Mans, e poi arcivescovo di Reims, che riferisce in un breve rapporto di molti miracoli operati ad ovest della Mayenne, per sua intercessione.
Uno di essi, che ebbe come teatro Argentré, può aver dato origine alla nascita della parrocchia di San Melanio, così come alla cappella di San Melanio di Laval, eretta poco distante dall'attuale comune di Laval, o quanto meno averle fatto conferire il suo patronato.
È considerato protettore contro la siccità e le piogge torrenziali.

## Ruolo politico
(Citato da: A. de la Borderie, Histoire de Bretagne, T. 1, pp. 329-330.)
'
Il suo primo biografo spiega così perché, divenuto vescovo di Rennes, abbia esercitato un ruolo politico operando come intermediario tra la popolazione gallo-romana e il nuovo potere franco, instaurato da Clodoveo I. Secondo Salomon Reinach (da Procopio di Cesarea e Gregorio di Tours), egli avrebbe negoziato con san Paterno e Clodoveo per stabilire nel 497 un trattato fra i Franchi e i Gallo-romani dell'Armorica, che rappresentavano i Bretoni.
Questi ultimi due popoli non avrebbero pagato tributi, ma avrebbero riconosciuto la supremazia dei Franchi. Secondo Léon Fleuriot, la conversione di Clodoveo e del suo popolo era la condizione non scritta del trattato che avrebbe loro consentito di ricevere in cambio un appoggio decisivo nelle lotte contro tutti gli altri popoli germanici, in quanto garantito dalla Chiesa.
Nel 511, egli ebbe un ruolo di primo piano nel concilio di Orléans, che riunì l'episcopato gallo attorno alla recente monarchia francese:
(Citato da A. de la Borderie, op. cit., p. 331)
Egli si fece avvocato delle città della Bretagna occidentale, che, senza essere sottomessi ai Franchi, avevano concluso con loro dei trattati.

## San Melanio nelle arti figurative
- Rennes, chiesa abbaziale di Notre-Dame-en-Saint-Melaine
La grande zona del transetto sud è ornata da una vetrata di otto metri di altezza e quattro di larghezza che rappresenta La Traslazione delle spoglie del Santo vescovo Melanio mentre giungono alle porte della città di Rennes attraverso la Vilaine, allorché laici e clero si prosternarono al loro passaggio. Essa è eccompagnata dall'iscrizione " Corpus Melani Rhedonas Honorifica DXXX" (La salma di san Melanio onorata dagli abitanti di Rennes nel 530). La vetrata fu installata nel 1942.
- Rennes, Cattedrale di Dan Pietro a Rennes
Melanio discute con il suo predecessore, il santo vescovo Armando, affresco della processione del santo vescovo bretone lungo il deambulatorio del coro, opera del pittore Alphonse Le Hénaff, eseguita negli anni 1871-1876.

## Toponimia
Pare che san Melanio abbia avuto un grande successo postumo nel suo culto. Il suo nome si ritrova in un gran numero di toponimi in tutta la Francia occidentale:
Comuni
- Saint-Melaine-sur-Aubance (Maine-et-Loire)

Comuni associati
- Saint-Melaine (Ille-et-Vilaine), antico comune oggi integrato a Châteaubourg

Luoghi
- Saint-Melaine, rue de Rennes (Ille-et-Vilaine)
- Saint-Melaine, quartiere di Laval (Mayenne)
- Saint-Melaine, quartiere di Cholet (Maine-et-Loire)
- Saint-Melaine, quartiere di Pont-l'Évêque (Calvados)
- Saint-Melaine, frazione di Maure-de-Bretagne (Ille-et-Vilaine)
- Saint-Melaine, frazione di Pléchâtel (Ille-et-Vilaine)
- Saint-Melaine, frazione di Segré (Maine-et-Loire)
- Saint-Melaine et Ker-Melaine, hameaux de Rieux

Parrocchie
La plupart de ces paroisses sont en fait d'anciennes dépendances de l'Abbaye Saint-Melaine de Rennes :
- Parrocchia di Berville-sur-Mer (Eure)
- Parrocchia di Nueil-les-Aubiers (Deux-Sèvres)
- Parrocchia di Moëlan-sur-Mer (Finistère)
- Saint-Melaine, Parrocchia di Morlaix (Finistère)
- Parrocchia di Andouillé-Neuville (Ille-et-Vilaine)
- Parrocchia di Brain-sur-Vilaine (Ille-et-Vilaine)
- Parrocchia di La Chapelle-de-Brain (Ille-et-Vilaine)
- Parrocchia di Cintré (Ille-et-Vilaine)
- Parrocchia di Cornillé (Ille-et-Vilaine)
- Parrocchia di Domalain (Ille-et-Vilaine)
- Parrocchia di Lieuron (Ille-et-Vilaine)
- Parrocchia di Moigné, comune di Rheu (Ille-et-Vilaine)
- Parrocchia di Montours (Ille-et-Vilaine)
- Parrocchia di Mouazé (Ille-et-Vilaine)
- Parrocchia di Pacé (Ille-et-Vilaine)
- Parrocchia di Pont-Péan (Ille-et-Vilaine)
- Parrocchia di Thorigné-Fouillard (Ille-et-Vilaine)
- Antica Collegiale di San Melanio nel castello di Preuilly-sur-Claise (Indre-et-Loire).
- Parrocchia di Touches (Loire-Atlantique)
- Parrocchia di Sion-les-Mines (Loire-Atlantique)
- Parrocchia di Miré (Maine-et-Loire)
- Parrocchia di Vandœuvre-lès-Nancy (Meurthe-et-Moselle)
- Parrocchia di Meslan (Morbihan)
- Parrocchia di Plumelin (Morbihan)
- Parrocchia di Rieux (Morbihan)
- Parrocchia di La Bellière (Orne)
- Parrocchia di Avesnes-en-Val (Seine-Maritime)

Cappelle
- Cappella castrale del castello di Chinon (Indre-et-Loire)
- Antica cappella di Saint-Melaine de Laval